# Pamboiotia
Die Pamboioitia (altgriechisch Παμβοιώτια) waren im antiken Griechenland ein Fest zu Ehren der Göttin Athena Itonia, das jährlich im nach ihm benannten Monat Pamboiotios in einem Heiligtum nahe der böotischen Stadt Koroneia begangen wurde. 
Obwohl die Zeugnisse zu den Pamboiotia im Vergleich zu anderen Festen erst spät einsetzen, wird von einem althergebrachten Fest ausgegangen. Strabon berichtet von der Einrichtung des Heiligtums und des Festes in mythischer Vorzeit, als die Böotier die Landschaft nach dem Trojanischen Krieg erstmals besiedelten. Als sicher gilt, dass mit der Errichtung des Böotischen Bundes im 6. Jahrhundert v. Chr. auch ein gesamtböotisches Fest eingerichtet worden sein muss. Ob es von Beginn an Pamboiotia genannt wurde oder ursprünglich wie die anderen der Athena Itonia gefeierten Feste in Thessalien Itonia geheißen hat, ist unklar. Die der Athena Itonia gefeierten Feste in Arkesine und Minoa auf Amorgos wurden vermutlich von böotischen und thessalischen Siedlern dort eingeführt.
Über die religiöse Bedeutung des Festes ist wenig bekannt, es scheint sich vor allem um ein politisches Fest zu handeln. Im Zentrum des Festes standen Agone, die im Wesentlichen aber nur Teilnehmern aus böotischen Poleis offenstanden und die einen eher militärischen Charakter hatten. Inschriftlich wird unspezifisch von einem Opfer gesprochen und literarisch finden sich die widersprüchlichen Hinweise, dass neben der Athena Itonia Zeus oder Hades verehrt wurden. In der Literatur wird das Fest ansonsten nur bei Polybios und Plutarch erwähnt. Polybios nennt wiederholt einen Nikostratos, der den während des Festes herrschenden Frieden brach und in Plutarchs Wiedergabe des Kallirrhoë-Mythos dient das Fest als die Gelegenheit, zu der Kallirrhoë die Namen ihrer Freier verkündet, die ihren Vater Phokos töteten. Inschriftlich sind die Pamboiotia vielfach bezeugt, meist geht es hierbei um die Agone. Aus einer Siegerliste aus dem 1. Jahrhundert v. Chr. geht hervor, dass die zu dieser Zeit ausgeübten Disziplinen der Wettstreit der Trompeter, Herold, Dromos, Diaulos und der Fackellauf, der auch nicht aus Böotien stammenden Mannschaften offenstand, waren. Ferner wurden Wettbewerbe der Knaben und hippische Agone ausgetragen. Der militärische Charakter des Festes wird dadurch deutlich, dass nach einer Inschrift aus dem 3. Jahrhundert v. Chr. Abordnungen verschiedener böotischer Poleis nach Waffengattung getrennt gegeneinander antraten. In einer weiteren Inschrift werden vor den Mannschaften die Namen der Vorgesetzten genannt, bei den hier genannten Wettkämpfen scheint es sich um Wettkämpfe in verschiedenen Waffengattungen der Epheben zu handeln.